# تپه بیداغی
تپهٔ بیداغی مربوط به دوران‌های تاریخی پس از اسلام است و در شهرستان سنقر، بخش مرکزی، روستای سورن آباد واقع شده و این اثر در تاریخ ۱۱ مرداد ۱۳۸۴ با شمارهٔ ثبت ۱۲۵۰۳ به‌عنوان یکی از آثار ملی ایران به ثبت رسیده است.